# Jerome Kern
Jerome David Kern (New York, 1885. január 27. – New York, 1945. november 11.) kétszeres Oscar-díjas amerikai zene-, dalszerző és musical-komponista. Az egyik legfontosabb alakja a huszadik század első fele amerikai zenés színházéletének. Több mint száz különböző darab, hétszáznál is több dala fűződik a nevéhez, köztük olyanok, mint az Ol' Man River, a Can't Help Lovin' Dat Man, az A Fine Romance, a Smoke Gets in Your Eyes, az All the Things You Are, a The Way You Look Tonight, a Long Ago (and Far Away), vagy a Who?. Korának legnevesebb librettistáival, szövegíróival és költőivel dolgozott együtt, például George Grossmith Jr.-al, Guy Boltonnal, P. G. Wodehouse-zal, Otto Harbach-al, Oscar Hammerstein II-el, Dorothy Fieldsszel, Johnny Mercerrel, Ira Gershwinnel és E. Y. Harburggal.
Kern több tucatnyi Broadway musicalt és filmzenét komponált négy évtizedes pályafutása során. Innovációi, mint a 4/4-es tánczene-ritmusok, a szinkópált dallam vagy a dzsesszes akkordmenetek megújították a musicalek zenei világát.
Bár rengeteg Kern-darab volt kasszasiker a maga idejében, ma már csak a Show Boatot játsszák, azonban más előadások dalai gyakran hallhatóak. Ugyan Kern utálta saját számainak jazz-hangszereléseit, mégis sok dala dzsessz-sztenderddé vált az évek során.

## Díjak
Jerome Kernt 8 alkalommal jelölték Oscar-díjra, ebből kétszer nyert. Nyolc jelöléséből hetet a legjobb eredeti betétdalért (köztük két posztumusszal 1945-ben és 1946-ban), egyet pedig a legjobb eredeti zenéért kapott. Kern sosem kapott Tony-díjat, mivel azt csak halála utána, 1947-be alapították. Azonban műveinek felújított változatait több alkalommal is díjazták Tony-val.
Kernt 1970-ben iktatták be a Dalszerző Legendák Csarnokába (Songwriters Hall of Fame). 1985-ben az amerikai posta kibocsátott egy Jerome Kern-mintájú bélyeget.

### Oscar-díj a legjobb eredeti betétdalért
- 1935 – Jelölés: "Lovely to Look At" (szöveg: Dorothy Fields és Jimmy McHugh) – Roberta
- 1936 – Nyert: "The Way You Look Tonight" (szöveg: Dorothy Fields) – Swing Time
- 1941 – Nyert: "The Last Time I Saw Paris" (szöveg: Oscar Hammerstein II) – Lady Be Good
- 1942 – Jelölés: "Dearly Beloved" (szöveg: Johnny Mercer) – You Were Never Lovelier.
- 1944 – Jelölés: "Long Ago (and Far Away)" (szöveg: Ira Gershwin) – Cover Girl
- 1945 – Posztumusz jelölés: "More and More" (szöveg: E. Y. Harburg) – Can't Help Singing
- 1946 – Posztumusz jelölés: "All Through the Day" (szöveg: Oscar Hammerstein II) – Centennial Summer.

### Oscar-díj a legjobb eredeti filmzenéért
- 1945 – Posztumusz jelölés: Can't Help Singing (H. J. Salterrel).